# Торатау (конгресс-холл)
Конгресс-холл «Торатау» (ранее — Конгресс-холл Республики Башкортостан, строительное название объекта — «Дом дружбы народов») — достопримечательность Уфы в Новой Уфе. Архитекторы: Киокадзу Араи и Ришат Муллагильдин (Премия имени Салавата Юлаева с формулировкой: «за проектирование многофункционального здания „Конгресс-холл Республики Башкортостан“»).

## Архитектура
Архитектура Конгресс-холла характеризуется использованием пространственных, формообразующих, колористических прототипов башкирской культуры для формирования современной национальной архитектуры. Олицетворением такого стиля стал остеклённый фасад с башкирским орнаментом, смотрящий на реку Белую (протяженность — 179 м, площадь — 2377 м²). Возле фасада здания на Аллее Салавата Юлаева расположен самый большой в Башкортостане фонтанный комплекс. Две чаши-цветки курая, соединенные речкой с тремя переливами гармонируют с открывающимся видом на Агидель и на остеклённый фасад с башкирским орнаментом.
Заказчиком выступило Министерство культуры и национальной политики Республики Башкортостан. Генподрядчик: Генподрядный трест БНЗС. Период строительства: октябрь 2005 — октябрь 2007.
Ради обустройства комплекса снесли квартал частных домов, парк и детское футбольное поле, заняв общественную территорию площадью 5 га.
Общая площадь Конгресс-холла составляет почти 36 000 м². По проекту в здании должен был развернуться ТЦ «Дружба», но после трещины в стене (2008) центр закрыли. Тем не менее, архитекторы Р. У. Муллагильдин и К. Араи получили национальную премию им. С. Юлаева. «Конгресс-Холл» — просторное хай-тековое здание в виде капли с башкирским орнаментом. Сюда входят: концертный зал на 774 мест, два конференц-зала (малый на 94 места и овальный на 22 места), музейно-выставочный комплекс, ресторан национальной кухни (на 120 мест), зимний сад, торговый центр (на 1000 посетителей), подземная автостоянка на 230 машиномест. Имеется фонтан, из двух чаш в виде цветков курая, соединенных речкой с тремя переливами.

## Международные мероприятия
В июле 2015 года в здании Конгресс-холла проходили основные встречи глав государств ШОС и БРИКС. Рядом с Конгресс-холлом располагался пресс-центр, рассчитанный на тысячу посетителей.